# Rastrojo

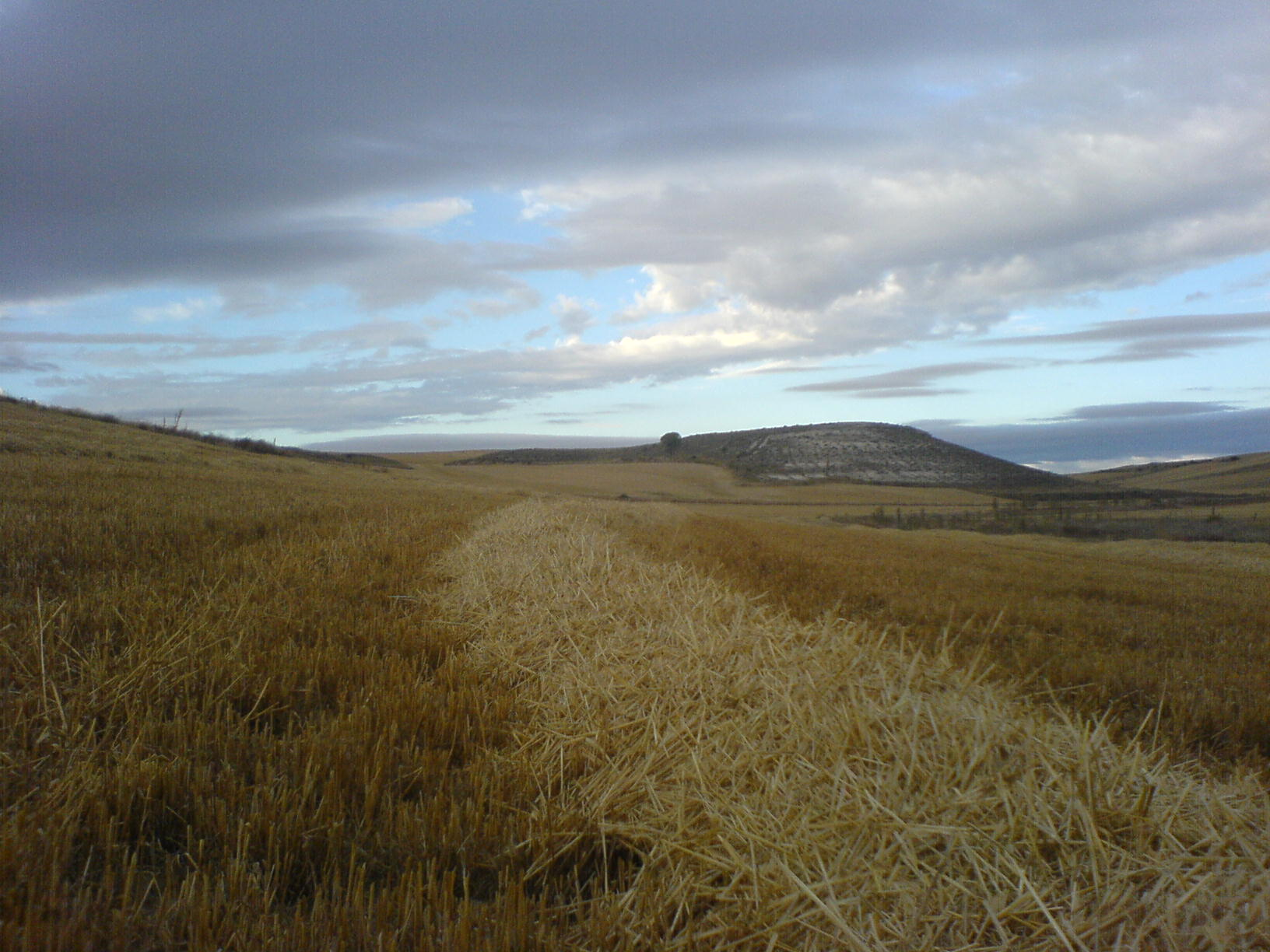
Rastrojo de cebada.

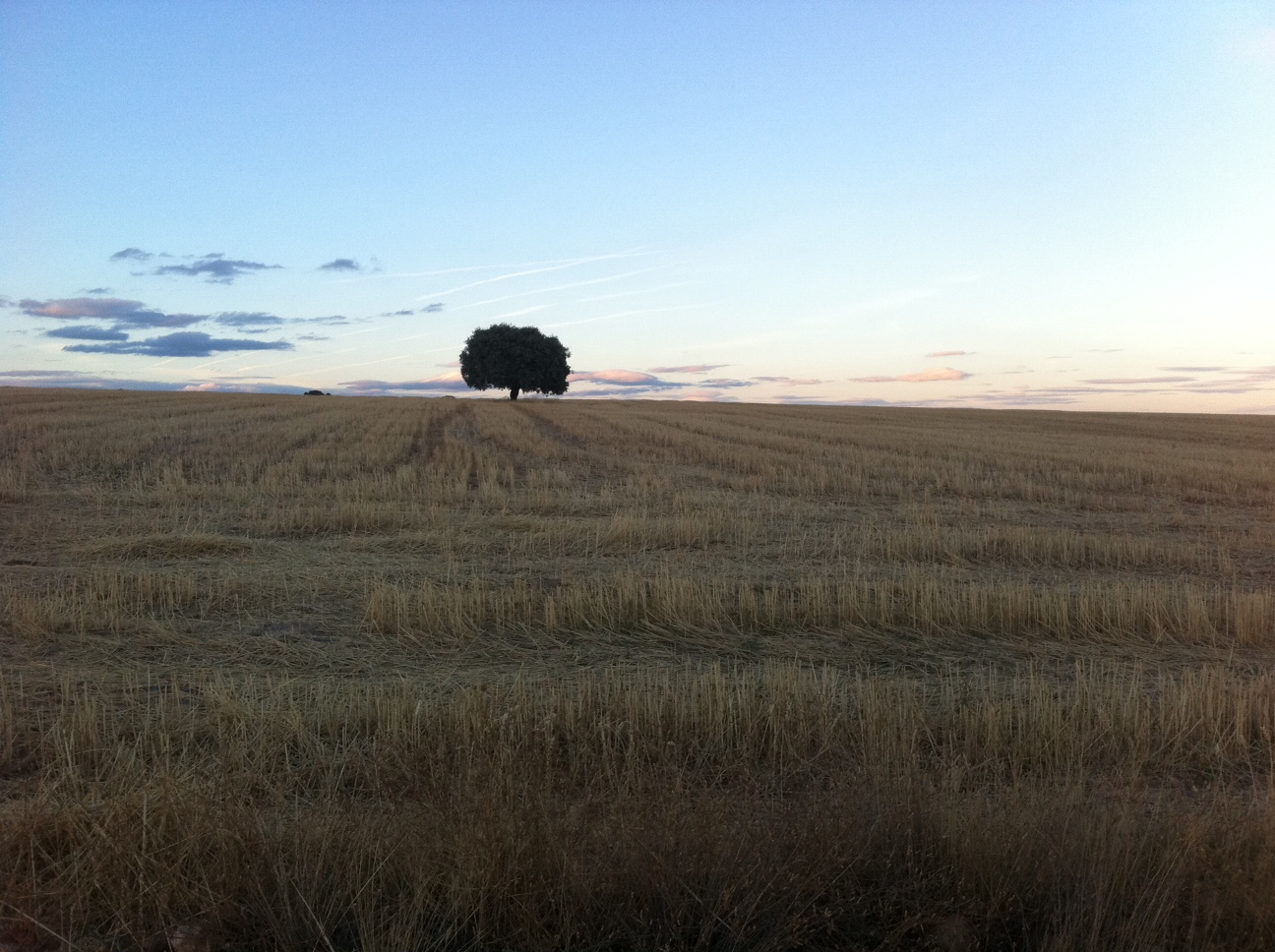
Rastrojo de cebada en Tamame, España.

Rastrojo es el conjunto de restos de tallos y hojas que quedan en el terreno tras cortar un cultivo.
A menudo se cree que el rastrojo es un resto vegetal de poco valor. Sin embargo el rastrojo es un recurso muy bueno para proteger el suelo del impacto de la precipitación erosiva y la consiguiente escorrentía. Por ello, las prácticas de retención del rastrojo son recomendadas por los técnicos y las autoridades de conservación de suelos como un componente importante de un eficiente manejo del mismo.
La presencia de rastrojo sobre el terreno es como una trampa de agua, que facilita la infiltración y reduce las pérdidas por evaporación al mantener más fría y protegida la superficie del suelo. Esta concepción es el meollo de un correcto sistema de cultivo con labranza cero.

## Cantidad de rastrojos según cultivo
La cantidad de rastrojos que permanecen en el suelo después de la cosecha varía según el cultivo. Los cereales (maíz, trigo, sorgo granífero, cebada) aportan, en la mayoría de los casos, considerablemente mayor cantidad de rastrojos que las oleaginosas anuales (soja, colza o girasol). Los cereales desarrollan plantas de mayor tamaño y la cosecha es más abundante en kilos de grano por hectárea sembrada. Sin embargo los granos de los cereales poseen menor valor energético que los granos de las oleaginosas que son ricos en aceites y proteínas. Para Argentina se citaron los siguientes volúmenes de rastrojo (biomasa) en toneladas por hectárea: trigo 9-11, maíz 11-14, soja 2-7 y girasol 8-11.

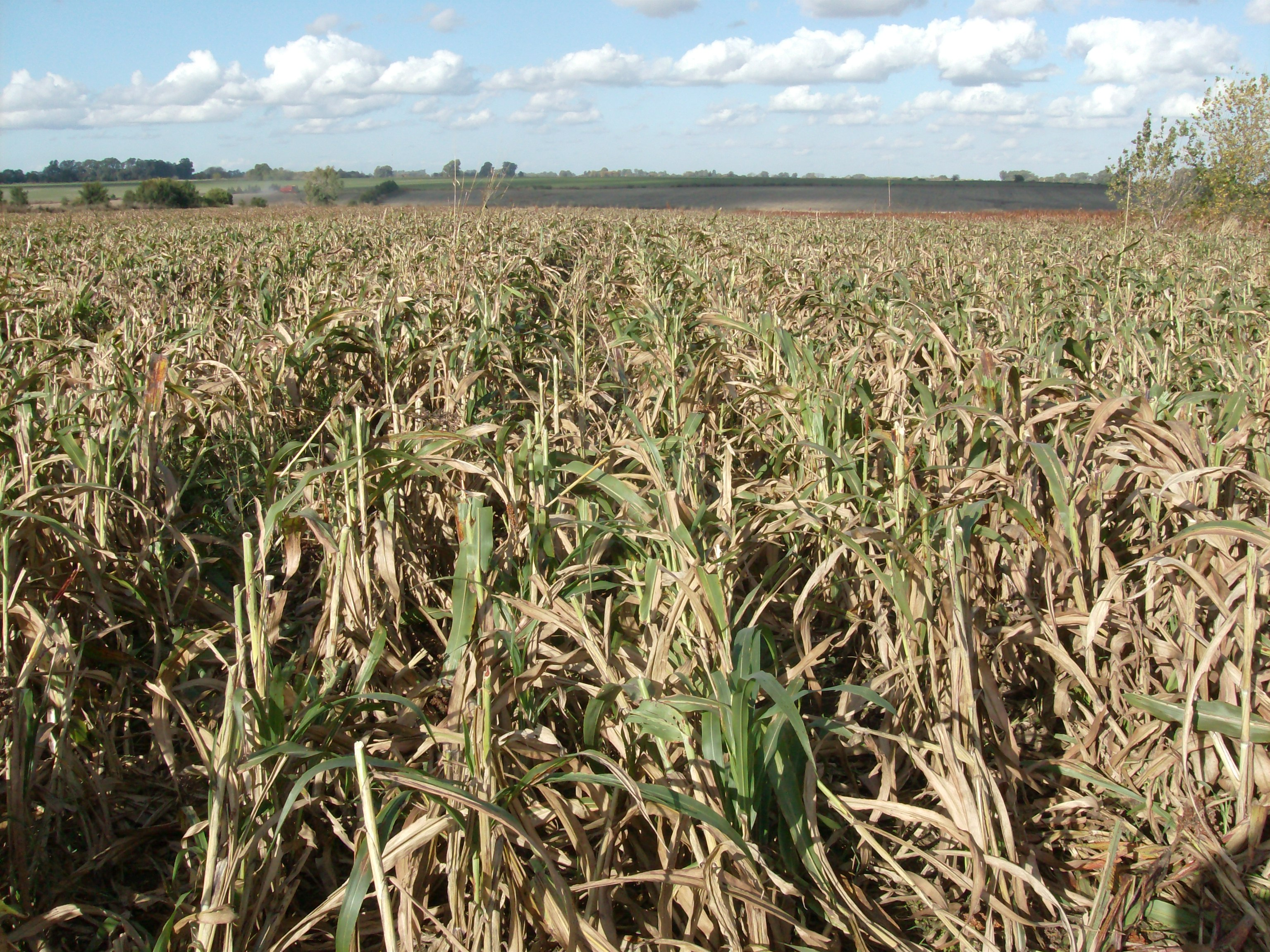
Rastrojo de un cultivo de sorgo granífero en Argentina

## Quema de rastrojos
En ocasiones los agricultores lo queman para facilitar la labranza, eliminar las malezas y para que la ceniza caiga al suelo, ya que al ser ésta de naturaleza ácida haría al suelo más permeable. A cambio se pierde mucha materia orgánica y en los últimos años diversos estudios recomiendan el cese de la quema de rastrojos tanto para evitar erosión y desertización como así también incendios involuntarios provocados por el viento que lleva las briznas de paja ardiendo a lugares cercanos incontrolados. La siembra directa hizo innecesaria la quema de rastrojos para facilitar la labranza.